# Бред и сны в «Градиве» Йенсена

Изображение Градивы в кабинете Зигмунда Фрейда, 1907

«Бред и сны в „Градиве“ Йенсена» (нем. Der Wahn und die Träume in W. Jensens «Gradiva») — очерк Зигмунда Фрейда (1907), посвящённый анализу повести немецкого писателя Вильгельма Йенсена «Градива» (1903), сюжет которой состоит в том, что
Молодой археолог Норберт Ханольд обнаружил в Римском собрании антиков рельефное изображение, которое его настолько пленило, что он был чрезвычайно доволен, когда сумел получить превосходный гипсовый слепок рельефа, который мог повесить в своем кабинете в немецком университетском городе и с интересом изучать. Рельеф изображал зрелую девушку в движении, которое несколько приподняло её одеяние с большим количеством складок, так что стали видны ноги в сандалиях. Одна её ступня полностью покоится на земле, вторая по инерции приподнялась над землей и касается её только носком, тогда как подошва и пятка подняты почти вертикально. Изображенная здесь необычная и по-особому прелестная походка когда-то, вероятно, привлекла внимание художника, а теперь, спустя много столетий, приковала взгляд нашего зрителя-археолога.
Здесь психоаналитик не только исследует структуру бреда (считающегося психотическим симптомом) и сопоставляет его с логикой работы сновидения, но и критикует психиатрическое объяснение фетишизма и связанную с ним клиническую технику:
Психиатр, видимо, отнесет бред Норберта Ханольда к большой группе паранойи и определит его, скажем, как «фетишистскую эротоманию», потому что ему больше всего бросилась бы в глаза влюбленность в каменное изображение и потому что его упрощающему толкованию интерес молодого археолога к ножкам и постановке ноги женщины должен подозрительно напоминать «фетишизм». Впрочем, все подобные наименования классификации различных видов бреда несут в своем содержании что-то сомнительное и неплодотворное
и даёт собственное толкование фетишизма (впервые высказанное в «Трёх очерках по теории сексуальности», 1905) и окончательно оформившееся в работе «Фетишизм» (1927). Здесь Фрейд пишет:
Со времен А. Бине мы действительно пытаемся свести фетишизм к эротическим впечатлениям детства. Состояние продолжительного отвращения к женщинам вытекает из индивидуальной способности или, как мы обычно говорим, из предрасположенности к образованию бреда. Развитие психического расстройства начинается с того момента, когда случайное впечатление пробуждает забытое и по крайней мере местами эротически окрашенное переживание детства.
В 1907 году Фрейд предпринимает первую попытку применить свою теорию не только к лечению невротических расстройств, но и использовать в качестве инструмента для анализа произведения искусства и литературы, а книга «Бред и сны в „Градиве“ Йенсена» становится первой в плеяде блестящих работ Фрейда о Леонардо да Винчи (1910), Микеланджело (1914), Достоевском (1928). Начиная с книги 1907 года психоанализ перестал быть просто одним из психотерапевтических методов, и занял место одного из центральных дискурсов в современной культуре, поэтому ежегодная премия Международной психоаналитической ассоциацией за лучшую книгу по прикладному психоанализу носит имя Градивы.

## Фильм Роб-Грийе
В 2006 Ален Роб-Грийе снял фильм «Вам звонит Градива» (C’est Gradiva qui vous appelle) — в русском переводе обычно «Вам звонит Градива» — в основу которой легли не только повесть Йенсена и книга Фрейда, но также этюды из марокканского альбома Эжена Делакруа, поисками которых занят главный герой фильма. Сам режиссёр назвал свою работу «мистическим исследованием природы творчества», что отвечает литературному замыслу Вильгельма Йенсена и вписывается в горизонт мысли Зигмунда Фрейда.